# Juan Suárez y Navarro
Juan Suárez y Navarro (Guadalajara, Jalisco; 1813-Ciudad de México; 29 de enero de 1867) fue un militar, periodista y político mexicano.

## Trayectoria
En sus primeros años de vida pública, respaldó el gobierno de Vicente Guerrero, aún después de su aprehensión y muerte. Se opuso al gobierno de Anastasio Bustamante, acercándolo a las posiciones de Antonio López de Santa Anna.
Desde 1852 participa de las conspiraciones que llevarán a la renuncia del presidente Mariano Arista, y que llevarán a traer de su destierro a Santa Anna, la última vez que vino a ocupar la Presidencia de la República en 1853.  Fue oficial mayor en la Secretaría de Guerra. Se vio obligado a renunciar a su cargo y exiliarse por sus diferencias con el presidente.
En 1859 volvió al país y se incorporó al gobierno liberal, encargado de la oficina de desamortización de bienes eclesiásticos. En 1860 se trasladó a Campeche y Yucatán. Fue director del diario La Patria. Participó en el gobierno de Maximiliano de Hansburgo. Murió en la Ciudad de México el 29 de enero de 1867.
Fue un estudioso de la situación en la Península de Yucatán, en 1861 publicó una obra dedicada a las rebeliones de castas en Yucatán y a la situación política imperante en la península. Como diputado, participó en los debates sobre la erección de Campeche como estado de la Federación.

## Obras
- Historia de México y del general Antonio López de Santa Anna (1850). México
- Croquis de la Batalla de la Angostura, en el Estado de Coahuila, que tuvo lugar los días 22 y 23 de febrero de 1847 (1850). México[8]
- Informe sobre las causas y carácter de los frecuentes cambios políticos ocurridos en el estado de Yucatán, y medios que el gobierno de la Unión debe emplear para la unión del territorio yucateco, la restauración del orden constitucional en la península, y para la cesación del tráfico de indios enviados como esclavos a la isla de Cuba (1861). México: Imprenta de Ignacio Cumplido.